# Godfrey Bloom
Godfrey Bloom (født 22. november 1949) er siden 2004 britisk medlem af Europa-Parlamentet, valgt for UK Independence Party (indgår i parlamentsgruppen Europa for frihed og demokrati).